# Summer Camp (serie televisiva)
Summer Camp (Bunk'd) è una serie televisiva statunitense del 2015, spin-off della serie Jessie. Ha come protagonisti Peyton List, Karan Brar e Skai Jackson, che riprendono i ruoli dalla serie madre.

## Trama
Emma, Ravi e Zuri lasciano New York City e si dirigono a Moose Rump, nel Maine, per trascorrere l'estate al Campo Kikiwaka, dove i loro genitori si sono incontrati da adolescenti e dove loro dovranno passare un'estate senza tecnologia. I bambini di Ross e i loro nuovi amici del campo fanno del loro meglio per adattarsi alle loro vite nel campo ma la loro estate sarà magnifica perché grazie ai loro amici le cose più brutte e noiose saranno sempre più belle. (Stagioni 1-2)

Nell'episodio We did not start the fire, alla fine della seconda stagione, diverse cabine al campo Kikiwaka sono distrutte da un incendio dopo che una candela è stata lasciata incustodita. Nella première della terza stagione, " We Can not Bear It ", i bambini Ross tornano con una nuova generazione di campeggiatori per scoprire che le cabine non sono mai state ricostruite e Gladys è scappata con i soldi dell'assicurazione. I bambini di Ross poi convincono i loro genitori a comprare il Campo Kikiwaka e a metterli al comando. Alla fine della terza stagione, Emma, Zuri e Ravi decidono di vendere il campo a Lou ad un prezzo basso mentre vanno a caccia dei loro sogni. (Stagioni 3)

Dopo aver acquistato Camp Kikiwaka – per un dollaro – dai fratelli Ross, la sempre allegra Lou si sta adattando ai suoi nuovi doveri di direttrice del campo con il suo solito marchio di entusiasmo esagerato. È entusiasta di riunirsi con i campeggiatori Destiny, Finn e Matteo, che sono tornati per un'altra estate emozionante all'insegna del divertimento e dell'amicizia. Lou dà anche il benvenuto ad alcuni volti nuovi, tra cui il consigliere del campo Noah, un attore ottimista ed entusiasta di Hol e Gwen, un'eccentrica nuova campeggiatrice che ha trascorso tutta la sua vita vivendo fuori dalla rete. (Stagioni 4)

Accolgono anche l'arguto e affascinante Parker Preston nella stagione 5, che arriva per mettere in gioco il suo diritto del 15% al campo e porta le sue idee esagerate che non si adattano necessariamente a quelle di Lou, con sua grande costernazione. Nel frattempo, Destiny si assume maggiori responsabilità mentre persegue la sua nuova passione per la protezione dell'ambiente. Matteo impressiona i suoi compagni di campeggio con la sua competenza scientifica a livello di professore e Finn continua Anche se Ava e Noah hanno acquisito fiducia nel loro secondo anno come consulenti, Lou presenta loro presto una sfida scoraggiante: supervisionare i nuovi campeggiatori diurni "PeeWeeWaka", un branco di energici bambini di otto anni in rapido movimento che li tengono sempre sulle spine. (Stagioni 5)

Le avventure si concludono con Lou, Parker, Destiny e Noah che arrivano al futuro Kikiwaka Ranch a Dusty Tush, nel Wyoming, dove Lou deve convincere il burbero proprietario, alias "The Marshal" a venderle ufficialmente la proprietà. Nel frattempo, i consiglieri Noah e Destiny hanno il loro bel da fare con i campeggiatori appena arrivati, tra cui Bill, un discendente senza fronzoli del famoso cowboy Bill Pickett che preferisce legare il bestiame piuttosto che uscire con gli amici; Winnie, una ragazza senza paura che si è guadagnata il soprannome di "Wild Winnie" infrangendo le regole e facendo saltare in aria le cose; e Jake, un ragazzo rilassato e alla mano che è anche un fanatico dei videogiochi. (Stagioni 6-7)

## Episodi
| Stagione         | Episodi | Prima TV USA | Prima TV Italia |
| ---------------- | ------- | ------------ | --------------- |
| Prima stagione   | 21      | 2015-2016    | 2016-2017       |
| Seconda stagione | 21      | 2016-2017    | 2017            |
| Terza stagione   | 16      | 2018         | 2018-2019       |
| Quarta stagione  | 30      | 2019-2020    | 2021            |
| Quinta stagione  | 21      | 2021         | 2021            |
| Sesta stagione   | 30      | 2022-2023    |                 |
| Settima stagione | 22      | 2023-2024    |                 |

## Personaggi
Personaggi principali
- Lou Hockhauser (stagione 1-7) interpretata da Miranda May, doppiata da Veronica Benassi. Protagonista assoluta della serie a partire dalla quarta stagione. Migliore amica di Emma, simpatica sempre allegra e con la voglia sempre di divertirsi. Ha vissuto in fattoria infatti la maggior parte dei suoi follower sui social sono maiali, anatre o capre. Aveva un cane di nome Hank che sostituì con un cucciolo di lupo che ha chiamato Chuck. Fu una delle prime campeggiatrici infatti arrivò al Camp all'età di 8 anni.
- Emma Ross (stagione 1-3 guest star stagione 5) interpretata da Peyton List, doppiata da Sara Labidi. Fino alla terza stagione protagonista assoluta della serie. Sorella maggiore di Ravi e Zuri. Simpatica, solare ma la più stupida dei tre fratelli. è la fidanzata di Xander. Il suo sogno è di avere un negozio di alta moda a Parigi.
- Ravi Ross (stagione 1-3) interpretato da Karan Brar, doppiato da Riccardo Suarez. Secondo dei fratelli Ross, che viene al campo. è il più intelligente dei tre fratelli Ross ma anche il più sfortunato. Non ha mai avuto vere e proprie fidanzate per via della sua goffaggine. Nella terza stagione diventa il cuoco del campo invidiando il vecchio cuoco Murphy che dopo l'incendio passò a cuoco del Camp Champion. Inoltre diventa capo guida dei Grizzly per cui dovrà badare ai nuovi campeggiatori, Matteo e Finn.
- Zuri Ross (stagione 1-3) interpretata da Skai Jackson doppiata da Arianna Vignoli. La più piccola dei tre fratelli Ross ma anche la più furba. Fin da subito ha odiato il campo però dopo un po' ci si abituò ma lo stesso, tramite il suo conto, ogni tanto ordina cibo che fa consegnare nel bosco. si fidanza con Griff alla fine della seconda stagione. Nella Terza stagione avrà le primissime esperienze come assistente guida anche se ancora viene considerata campeggiatrice. Migliore amica di Jorge e Tiffany con cui finisce sempre nei guai.
- Xander McCornack (stagione 1-2) interpretato da Kevin Quinn doppiato da Manuel Meli. Adora la musica infatti da grande vuole diventare un commerciante di chitarre. è fidanzata con Emma, dalla prima stagione infatti la adora. Hazel è ossessionata da lui ma mai ricambiata  per via della sua antipatia.
- Jorge Ramirez (stagione 1-2) interpretato da Nathan Arenas doppiato da Giulio Bartolomei. Migliore amico di Zuri e Tiffany ma il più ingenuo di tutti e tre. Pensa di essere stato rapito dai alieni. è molto puzzolente infatti non si è mai lavato al campo. è anche molto fifone e da cattivi consigli. Si caccia sempre nei guai insieme a Zuri e Tiffany.
- Tiffany Chen (stagione 1-2) interpretata da Nina Lu doppiata da Vittoria Bartolomei. Fino alla sua permanenza nella seconda stagione è la più intelligente della capanna delle Marmotte. Miglior amica di Zuri e Jorge per cui finisce sempre nei guai. Ha un violino dal nome Violet che suona nel tempo libero che però infastidisce tutto il campo. Insieme a Ravi studia molti libri, ma per lui ha anche una cotta che però non è ricambiata.
- Destiny Baker (stagione 3-7)
- Matteo Silva (stagione 3-5)
- Finn Sawyer (stagione 3-5)
- Ava King (stagione 4-5)
- Noah Lambert (stagione 4-7)
- Gwen Flores (stagione 4)
- Parker Preston (stagione 5-7)
- Winnie Weber (stagione 6-7)
- Bill Pickett (stagione 6-7)
- Jake Jacobs (stagione 6-7)

Personaggi secondari
- Gladys (ricorrente stagione 1-2)
- Hazel (ricorrente stagione 1-2, guest star stagione 4)
- Griff McCornack (ricorrente stagione 2)
- Christina Ross (guest star stagione 2)
- Timmy (guest star 1-3)
- Murphy (ricorrente stagione 1-2 guest star stagione 3)
- Lydia (ricorrente stagione 2-3)
- Crystal (ricorrente stagione 2)

## Produzione
La serie è uno spin-off della serie tv Jessie ed è andata in onda per la prima volta negli Stati Uniti il 31 luglio 2015 e in Italia dal 6 marzo 2016. Summer Camp è stato rinnovato per una seconda stagione da Disney Channel il 29 febbraio 2016, andata in onda il 23 agosto negli Stati Uniti e dal 15 gennaio 2017 in Italia.
Il 31 agosto 2017 la serie è stata rinnovata per una terza stagione, annunciato sempre da Disney Channel. Il 1 giugno 2018 è stato confermato il ritorno di Peyton List, Karan Brar, Skai Jackson e Miranda May per la terza stagione e che Raphael Alejandro, Will Buie Jr. e Mallory Mahoney si sarebbero uniti al cast. La stagione è andata in onda negli Stati Uniti dal 18 giugno 2018 e in Italia dal 13 ottobre.
Nel marzo 2018, l'attrice Skai Jackson ha annunciato in un'intervista che avrebbe lasciato Disney Channel e che la serie si sarebbe conclusa con la terza stagione. Nel settembre 2018, il sito The Hollywood Reporter conferma che Peyton List lascerà la serie dopo la terza stagione.
Il 15 novembre 2018 è stato annunciato da Disney Channel la realizzazione per una quarta stagione, e che Miranda May, Raphael Alejandro, Will Buie Jr. e Mallory Mahoney sarebbero tornati come unici membri  del cast principale. Inoltre, i produttori della serie Andi Mack sarebbero stati i produttori esecutivi per la quarta stagione di Summer Camp. Le riprese della nuova stagione hanno avuto inizio a marzo 2019. Il 18 marzo 2019, fu annunciato che la produzione della quarta stagione era iniziata, e che Israele Johnson, Shelby Simmons e Scarlett Estevez erano stati ingaggiati nella serie. Il 10 maggio 2019 è stato annunciato che la quarta stagione sarebbe stata presentata in anteprima il 20 giugno 2019.
Il 24 febbraio 2020 è stato annunciato da Disney Channel la realizzazione per una quarta stagione. Disney Channel ha annunciato l'11 dicembre 2020 che la quinta stagione sarebbe stata presentata in anteprima il 15 gennaio 2021. La produttrice esecutiva Erin Dunlap sarà l'unico showrunner della quinta stagione. Inoltre, tutto il cast della quarta stagione, ad eccezione di Scarlett Estevez, tornerà. Il 26 agosto 2020, è stato annunciato che Trevor Tordjman di Zombies and Zombies 2 si sarebbe unito al cast principale per la quinta stagione nei panni di Parker Preston. Disney Channel ha annunciato l'11 dicembre 2020 che la quinta stagione sarebbe stata presentata in anteprima il 15 gennaio 2021.
Il 15 dicembre 2021, è stato annunciato che la serie è stata rinnovata per una sesta stagione, intitolato Learning the Ropes, con Miranda May, Trevor Tordjman, Mallory James Mahoney e Israel Johnson destinati al ritorno. Nuovi nella serie sono Shiloh Verrico come Winnie, Luke Busey come Jake e Alfred Lewis come Bill. La sesta stagione è stata presentata in anteprima il 10 giugno 2022 e consisteva in 30 episodi.
L'11 ottobre 2022, Disney Channel ha rinnovato la serie per una settima stagione. Il 22 giugno 2023 è stato annunciato che la settima stagione sarebbe stata presentata in anteprima il 23 luglio 2023.
Il 29 dicembre 2023, è stato annunciato che Disney Channel aveva esteso la settima stagione a 22 episodi e ha rivelato che sarebbe stata l'ultima stagione.

## Colonna sonora
La sigla, cantata da Kevin Quinn, è Camp Kikiwaka. Dalla terza stagione, la canzone presente nella sigla non è più presente. Inoltre, è stata accorciata a una durata di soli 13 secondi.
Nel primo episodio della serie, Il mostro Kikiwaka, essa manca, ma viene cantata alla fine dell'episodio stesso. Viene nuovamente cantata, questa volta dal cast principale, nell'episodio Ultima notte al campo della seconda stagione.

## Distribuzione
La serie ha debuttato negli Stati Uniti il 31 luglio 2015 su Disney Channel e la seconda stagione il 23 agosto 2016. In Italia viene trasmessa dal 6 marzo 2016 e la seconda stagione il 15 gennaio 2017.
Il 31 agosto 2017, Deadline Hollywood conferma il rinnovo della serie per una terza stagione. Sebbene il rinnovo, il 1º settembre 2017, Disney Channel comunica che Kevin Quinn, Nathan Arenas e Nina Lu non torneranno nella stagione venendo sostituiti da tre nuovi personaggi. La terza  stagione è stata trasmessa negli Stati Uniti dal 18 giugno 2018 e dal 13 ottobre in Italia.
Il 15 novembre 2018, Deadline annuncia che Disney Channel ha rinnovato la serie per una quarta stagione.
Il 10 maggio 2019, TVLine conferma la data d'uscita prevista negli Stati Uniti per il 20 giugno 2019.
Il 24 febbraio 2020, Disney Channel ha annunciato che la serie era stata rinnovata per una quinta stagione, con l'inizio della produzione nell'autunno 2020.
Il 15 dicembre 2021 è stato annunciato che la serie è stata rinnovata per una sesta stagione, intitolata Bunk'd: Learning the Ropes, presentato in anteprima il 10 giugno 2022.
L'11 ottobre 2022, Disney Channel ha rinnovato la serie per una settima stagione.